# FK Volgar Astrakhan
Maillots
Actualités
Le Futbolny klub Volgar, plus couramment appelé Volgar Astrakhan (en russe : «Волгарь» Астрахань), est un club de football russe basé à Astrakhan.
Il évolue en deuxième division russe depuis la saison 2020-2021.

## Histoire

### Période soviétique (1925-1991)
Le club est fondé en 1925 sous le nom Pichtchevik et représente alors les travailleurs de l'industrie alimentaire locale. Il évolue dans un premier temps à l'échelle locale avant de prendre part à sa première compétition nationale en 1938 en participant à la Coupe d'Union soviétique, y atteignant le deuxième tour de la phase préliminaire où il est cependant éliminé par l'équipe réserve du Traktor Stalingrad. Après la Seconde Guerre mondiale, l'équipe est intégrée en 1946 au sein de la troisième division soviétique où elle termine troisième du groupe de la Volga inférieure. Retrouvant l'échelon local après la dissolution du troisième niveau pour la saison 1947, il est par la suite réintégré au sein du deuxième niveau entre 1948 et 1949 mais termine à chaque fois dernier de ses groupes respectifs avant d'être relégué à la fin de cette dernière saison.
Le Pichtchevik évolue par la suite au sein du championnat de la RSFS de Russie pendant une grande partie des années 1950, terminant notamment deuxième de la douzième zone en 1955. Il retrouve finalement la deuxième division en 1958, se renommant à cette occasion Troud. Ce nouveau passage termine cependant de la même manière que le précédent et le club termine seizième et large dernier de la quatrième zone, entraînant sa relégation dès la fin d'année. Il reste par la suite inactif l'année suivante avant de fusionner en 1960 avec le club local du Spartak pour donner le Volgar qui réintègre à nouveau le deuxième niveau la même année. Les performances restent cependant à nouveau similaires, avec de perpétuelles places au fond du classement jusqu'à la relégation en troisième division en 1963 où cette dynamique se poursuit pour un temps.
Le Volgar connaît une première percée au classement en 1964, année correspondant à l'arrivée de l'entraîneur Iouri Beloussov, où il atteint la huitième place de la troisième zone de la RSFSR avant de terminer troisième l'année suivante, à trois points des places de promotion derrière le Torpedo Armavir. Il échoue à nouveau de peu à cet objectif en 1966 en finissant cette fois à trois points du Polad Soumgaït. La saison 1967 est finalement la bonne et le club termine cette fois deuxième du groupe et se qualifie ainsi pour les barrages de promotion où il obtient finalement l'accession en deuxième division. Finissant neuvième du troisième groupe l'année suivante, il termine ensuite quatrième du deuxième groupe, ce qui lui permet de survivre à la réorganisation du championnat en un groupe unique pour la saison 1970, année où il termine treizième sur vingt-deux. L'exercice suivant est cependant plus décevant et l'équipe termine cette fois vingt-et-unième et avant-dernière, entraînant son retour au troisième niveau ainsi que le départ de Beloussov après sept années de service.
Les années suivants cette relégation voient le club connaître une chute au classement le voyant quasiment revenir à sa situation initiale d'avant 1964, avec des places récurrents en bas de classement et une stagnation générale au sein de la troisième division qui se poursuit jusqu'en 1990, année où il termine dernier de la zone Centre et est relégué en quatrième division pour la saison 1991, où il finit onzième de la quatrième zone de la RSFSR.

### Période russe (depuis 1992)
La disparition de l'Union soviétique et de son championnat en fin d'année 1991 permettent au Volgar d'être replacé au sein de la nouvelle troisième division russe pour la saison 1992. Il termine ainsi dans un premier temps neuvième de la deuxième zone puis septième de la première l'année suivante, mais finit par être relégué du fait de la fondation d'une quatrième division professionnelle l'année suivante. Son passage à ce niveau est cependant très bref, l'équipe parvenant à terminer premier de la deuxième zone et à remonter directement au troisième échelon dès 1995. Cette remontée voit par ailleurs le club s'associer dans un partenariat avec Gazprom, le voyant adopter ce nom en tant que suffixe pour donner le Volgar-Gazprom. Après deux places de milieu de classement lors des deux années qui suivent, il parvient à atteindre en 1997 la quatrième du groupe Ouest avant de remporter largement le groupe Sud l'année suivante en cumulant 101 points en quarante matchs. Cette performance lui permet ainsi de retrouver la deuxième division pour la première fois depuis 1971.
Pour son retour au deuxième niveau en 1999, l'équipe connaît une saison difficile qui le voit finalement terminer dix-septième à seulement deux points de la relégation. Elle remonte par la suite progressivement au classement, atteignant la treizième place lors de l'exercice suivant avant de se classer sixième en 2001, cette année-là voit par ailleurs le club compter de loin la plus forte affluence de la division, avec 25 088 spectateurs en moyenne par match. Cette dernière performance reste cependant sans suite, le club retombant par la suite en quinzième position l'année suivante avant de finir avant-dernier et large relégable en fin d'exercice 2003. Son retour à l'échelon inférieur est cependant de courte durée, le Volgar parvenant à se classer deuxième du groupe Sud derrière le Dinamo Stavropol avant de profiter du retrait de ce dernier pour remonter en deuxième division dès 2005. Il enchaîne par la suite deux places de milieu de classement avant de devoir se retirer en fin d'année 2006 pour des raisons financières liées aux trop grandes dépenses effectuées entre 2002 et 2003, le poussant à repartir au niveau amateur au quatrième échelon.

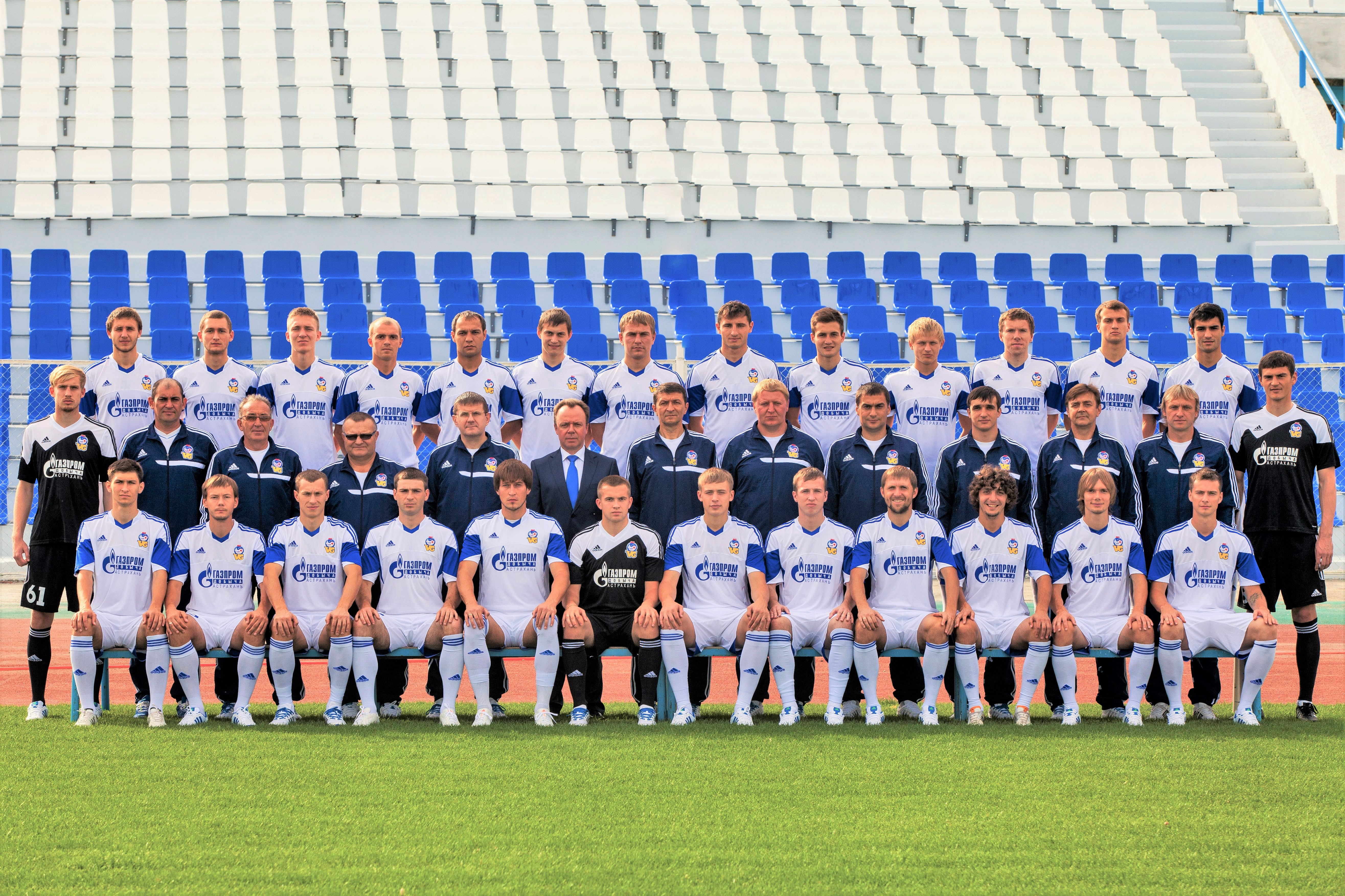
Photo d'effectif en septembre 2013.

Passant une saison en quatrième division sous le nom de sa deuxième équipe le Volgar-Gazprom-2, le club y remporte notamment la Coupe de Russie amateur et se classe cinquième du groupe Sud mais parvient en parallèle à reprendre une licence professionnelle lui permettant de retrouver le troisième niveau dans la foulée dès 2008. Il y domine ensuite largement le groupe Sud de cette division-là et retrouve le deuxième échelon pour l'exercice 2009. Après s'être classé douzième en fin d'année, le club retrouve son nom raccourcit Volgar-Gazprom à partir de la saison 2010, où il se atteint cette fois la neuvième place. Finissant quatorzième lors de l'exercice suivant, ne se maintenant que grâce aux victoires remportées, l'équipe change une nouvelle fois de nom au mois de mars 2012 en reprenant sa forme raccourcie d'origine Volgar pour la saison 2012-2013. Cela n'empêche cependant pas le club de continuer sa chute au classement, qui aboutit à une dix-septième et dernière place à l'issue de la saison et à une relégation en troisième division.
Après un nouveau passage rapide le voyant remporter aisément le groupe Sud du troisième échelon en finissant la saison invaincu, le Volgar retrouve le deuxième niveau en 2014 et parvient cette fois à continuer sur sa lancée en se classant septième au terme de l'exercice avant de connaître une saison 2015-2016 exceptionnelle qui le voit atteindre la quatrième place du championnat, lui permettant de prendre part à un barrage de promotion face à l'Anji Makhatchkala. Il échoue cependant à ce stade, subissant deux défaites 1-0 à domicile puis 2-0 à l'extérieur. La dynamique de l'équipe retombe par la suite, avec une douzième place lors de l'exercice suivant. À l'hiver 2018, alors que le club se classe huitième à la trêve, le financement du club est nettement réduit, avec notamment le retrait du sponsor principal Gazprom qui est confirmé au mois de mai 2018 malgré une dixième place en fin de saison. Le Volgar se trouve ainsi en grave difficulté financièrement, ce qui remet en cause jusqu'à l'existence-même de l'équipe tandis que sa licence de deuxième division est révoquée à la fin du mois. Il parvient cependant à obtenir une licence professionnelle lui permettant d'évoluer en troisième division pour la saison 2018-2019. Il remporte par la suite le groupe Sud de ce championnat à l'issue de l'exercice 2019-2020 pour retrouver le deuxième échelon.

### Historique du logo

Années 1990-2000
2012-2019
depuis 2019

## Bilan sportif

### Palmarès
| Période russe | Période soviétique |
| - Coupe de Russie - Huitièmes de finale : 2010, 2011 et 2012. - Championnat de Russie de D2 - Sixième : 2001. - Championnat de Russie de D3 - Vainqueur de groupe : 1998, 2008, 2014 et 2020. - Championnat de Russie de D4 - Vainqueur de groupe : 1994. | - Coupe d'Union soviétique - Troisième tour : 1970. - Championnat d'Union soviétique de D2 - Quatrième : 1969. - Championnat d'Union soviétique de D3 - Deuxième : 1967. |

### Classements en championnat
La frise ci-dessous résume les classements successifs du club en championnat d'Union soviétique.
La frise ci-dessous résume les classements successifs du club en championnat de Russie.

### Bilan par saison
Légende
- Promotion en division supérieure
- Relégation en division inférieure

#### Période soviétique
| Saison    | Championnat                                                   | Championnat                                                   | Championnat                                                   | Championnat                                                   | Championnat                                                   | Championnat                                                   | Championnat                                                   | Championnat                                                   | Championnat                                                   | Championnat                                                   | Coupe d'URSS                                                  |
| Saison    | Division                                                      | Pos                                                           | Pts                                                           | J                                                             | V                                                             | N                                                             | D                                                             | BP                                                            | BC                                                            | Diff                                                          | Coupe d'URSS                                                  |
| --------- | ------------------------------------------------------------- | ------------------------------------------------------------- | ------------------------------------------------------------- | ------------------------------------------------------------- | ------------------------------------------------------------- | ------------------------------------------------------------- | ------------------------------------------------------------- | ------------------------------------------------------------- | ------------------------------------------------------------- | ------------------------------------------------------------- | ------------------------------------------------------------- |
| 1938      | Championnat de la RSFS de Russie                              | Championnat de la RSFS de Russie                              | Championnat de la RSFS de Russie                              | Championnat de la RSFS de Russie                              | Championnat de la RSFS de Russie                              | Championnat de la RSFS de Russie                              | Championnat de la RSFS de Russie                              | Championnat de la RSFS de Russie                              | Championnat de la RSFS de Russie                              | Championnat de la RSFS de Russie                              | Deuxième tour Q                                               |
| 1939-1945 | Championnat de la RSFS de Russie puis Seconde Guerre mondiale | Championnat de la RSFS de Russie puis Seconde Guerre mondiale | Championnat de la RSFS de Russie puis Seconde Guerre mondiale | Championnat de la RSFS de Russie puis Seconde Guerre mondiale | Championnat de la RSFS de Russie puis Seconde Guerre mondiale | Championnat de la RSFS de Russie puis Seconde Guerre mondiale | Championnat de la RSFS de Russie puis Seconde Guerre mondiale | Championnat de la RSFS de Russie puis Seconde Guerre mondiale | Championnat de la RSFS de Russie puis Seconde Guerre mondiale | Championnat de la RSFS de Russie puis Seconde Guerre mondiale | Championnat de la RSFS de Russie puis Seconde Guerre mondiale |
| 1946      | 3e Volga inférieure                                           | 3e                                                            | 14                                                            | 11                                                            | 5                                                             | 4                                                             | 2                                                             | 21                                                            | 16                                                            | +5                                                            | —                                                             |
| 1947      | Championnat de la RSFS de Russie                              | Championnat de la RSFS de Russie                              | Championnat de la RSFS de Russie                              | Championnat de la RSFS de Russie                              | Championnat de la RSFS de Russie                              | Championnat de la RSFS de Russie                              | Championnat de la RSFS de Russie                              | Championnat de la RSFS de Russie                              | Championnat de la RSFS de Russie                              | Championnat de la RSFS de Russie                              | —                                                             |
| 1948      | 2e Sud                                                        | 10e                                                           | 3                                                             | 18                                                            | 1                                                             | 1                                                             | 16                                                            | 10                                                            | 72                                                            | -62                                                           | —                                                             |
| 1949      | 2e Russie 1                                                   | 11e                                                           | 8                                                             | 20                                                            | 3                                                             | 2                                                             | 15                                                            | 19                                                            | 56                                                            | -37                                                           | Demi-finales Q                                                |
| 1950-1957 | Championnat de la RSFS de Russie                              | Championnat de la RSFS de Russie                              | Championnat de la RSFS de Russie                              | Championnat de la RSFS de Russie                              | Championnat de la RSFS de Russie                              | Championnat de la RSFS de Russie                              | Championnat de la RSFS de Russie                              | Championnat de la RSFS de Russie                              | Championnat de la RSFS de Russie                              | Championnat de la RSFS de Russie                              | —                                                             |
| 1958      | 2e Zone 4                                                     | 16e                                                           | 11                                                            | 30                                                            | 4                                                             | 3                                                             | 23                                                            | 24                                                            | 77                                                            | -53                                                           | Huitièmes de finale Q                                         |
| 1959      | Championnat de la RSFS de Russie                              | Championnat de la RSFS de Russie                              | Championnat de la RSFS de Russie                              | Championnat de la RSFS de Russie                              | Championnat de la RSFS de Russie                              | Championnat de la RSFS de Russie                              | Championnat de la RSFS de Russie                              | Championnat de la RSFS de Russie                              | Championnat de la RSFS de Russie                              | Championnat de la RSFS de Russie                              | —                                                             |
| 1960      | 2e Russie 3                                                   | 13e                                                           | 11                                                            | 30                                                            | 4                                                             | 3                                                             | 23                                                            | 24                                                            | 77                                                            | -53                                                           | —                                                             |
| 1961      | 2e Russie 4                                                   | 13e                                                           | 12                                                            | 24                                                            | 5                                                             | 2                                                             | 17                                                            | 23                                                            | 55                                                            | -32                                                           | Finale Q                                                      |
| 1962      | 2e Zone 3                                                     | 15e                                                           | 8                                                             | 28                                                            | 1                                                             | 6                                                             | 21                                                            | 16                                                            | 59                                                            | -43                                                           | Quarts de finale Q                                            |
| 1963      | 3e Russie 3                                                   | 16e                                                           | 15                                                            | 30                                                            | 4                                                             | 7                                                             | 19                                                            | 24                                                            | 69                                                            | -45                                                           | Huitièmes de finale Q                                         |
| 1964      | 3e Russie 3                                                   | 8e                                                            | 33                                                            | 30                                                            | 11                                                            | 11                                                            | 8                                                             | 29                                                            | 29                                                            | 0                                                             | Quarts de finale Q                                            |
| 1965      | 3e Russie 3                                                   | 3e                                                            | 44                                                            | 38                                                            | 18                                                            | 8                                                             | 12                                                            | 70                                                            | 50                                                            | +20                                                           | —                                                             |
| 1966      | 3e Russie 3                                                   | 4e                                                            | 39                                                            | 34                                                            | 16                                                            | 7                                                             | 11                                                            | 45                                                            | 33                                                            | +12                                                           | Seizièmes de finale Q                                         |
| 1967      | 3e Russie 3                                                   | 2e                                                            | 52                                                            | 38                                                            | 21                                                            | 10                                                            | 7                                                             | 80                                                            | 32                                                            | +48                                                           | Finale Q                                                      |
| 1968      | 2e Groupe 3                                                   | 9e                                                            | 40                                                            | 40                                                            | 13                                                            | 14                                                            | 13                                                            | 46                                                            | 45                                                            | +1                                                            | 128es de finale                                               |
| 1969      | 2e Groupe 2                                                   | 4e                                                            | 25                                                            | 22                                                            | 9                                                             | 7                                                             | 6                                                             | 24                                                            | 26                                                            | -2                                                            | 18es de finale                                                |
| 1970      | 2e                                                            | 13e                                                           | 39                                                            | 42                                                            | 14                                                            | 11                                                            | 17                                                            | 38                                                            | 45                                                            | -7                                                            | 32es de finale                                                |
| 1971      | 2e                                                            | 21e                                                           | 34                                                            | 42                                                            | 8                                                             | 18                                                            | 16                                                            | 34                                                            | 58                                                            | -24                                                           | 32es de finale                                                |
| 1972      | 3e Zone 4                                                     | 15e                                                           | 30                                                            | 36                                                            | 10                                                            | 10                                                            | 16                                                            | 29                                                            | 39                                                            | -10                                                           | —                                                             |
| 1973      | 3e Zone 3                                                     | 17e                                                           | 19                                                            | 34                                                            | 7                                                             | 10                                                            | 17                                                            | 18                                                            | 45                                                            | -27                                                           | —                                                             |
| 1974      | 3e Zone 4                                                     | 7e                                                            | 45                                                            | 40                                                            | 17                                                            | 11                                                            | 12                                                            | 47                                                            | 36                                                            | +11                                                           | —                                                             |
| 1975      | 3e Zone 3                                                     | 14e                                                           | 31                                                            | 38                                                            | 10                                                            | 11                                                            | 17                                                            | 40                                                            | 46                                                            | -6                                                            | —                                                             |
| 1976      | 3e Zone 4                                                     | 16e                                                           | 32                                                            | 40                                                            | 12                                                            | 8                                                             | 20                                                            | 38                                                            | 51                                                            | -13                                                           | —                                                             |
| 1977      | 3e Zone 3                                                     | 10e                                                           | 39                                                            | 40                                                            | 13                                                            | 13                                                            | 14                                                            | 46                                                            | 52                                                            | -6                                                            | —                                                             |
| 1978      | 3e Zone 3                                                     | 16e                                                           | 44                                                            | 46                                                            | 16                                                            | 12                                                            | 18                                                            | 61                                                            | 67                                                            | -6                                                            | —                                                             |
| 1979      | 3e Zone 3                                                     | 21e                                                           | 36                                                            | 48                                                            | 14                                                            | 8                                                             | 26                                                            | 58                                                            | 84                                                            | -26                                                           | —                                                             |
| 1980      | 3e Zone 3                                                     | 14e                                                           | 28                                                            | 34                                                            | 12                                                            | 4                                                             | 18                                                            | 37                                                            | 49                                                            | -12                                                           | —                                                             |
| 1981      | 3e Zone 3                                                     | 6e                                                            | 39                                                            | 34                                                            | 15                                                            | 9                                                             | 10                                                            | 57                                                            | 46                                                            | +11                                                           | —                                                             |
| 1982      | 3e Zone 3                                                     | 16e                                                           | 20                                                            | 32                                                            | 6                                                             | 8                                                             | 18                                                            | 27                                                            | 53                                                            | -26                                                           | —                                                             |
| 1983      | 3e Zone 3                                                     | 16e                                                           | 11                                                            | 30                                                            | 2                                                             | 7                                                             | 21                                                            | 16                                                            | 65                                                            | -49                                                           | —                                                             |
| 1984      | 3e Zone 3                                                     | 10e                                                           | 28                                                            | 30                                                            | 10                                                            | 8                                                             | 12                                                            | 32                                                            | 43                                                            | -11                                                           | —                                                             |
| 1985      | 3e Zone 3                                                     | 12e                                                           | 23                                                            | 30                                                            | 10                                                            | 3                                                             | 17                                                            | 34                                                            | 59                                                            | -25                                                           | —                                                             |
| 1986      | 3e Zone 3                                                     | 13e                                                           | 23                                                            | 32                                                            | 7                                                             | 9                                                             | 16                                                            | 37                                                            | 59                                                            | -22                                                           | —                                                             |
| 1987      | 3e Zone 3                                                     | 17e                                                           | 14                                                            | 32                                                            | 3                                                             | 8                                                             | 21                                                            | 17                                                            | 62                                                            | -45                                                           | —                                                             |
| 1988      | 3e Zone 3                                                     | 14e                                                           | 33                                                            | 38                                                            | 15                                                            | 3                                                             | 20                                                            | 48                                                            | 58                                                            | -10                                                           | —                                                             |
| 1989      | 3e Zone 3                                                     | 4e                                                            | 52                                                            | 42                                                            | 23                                                            | 6                                                             | 13                                                            | 59                                                            | 41                                                            | +18                                                           | —                                                             |
| 1990      | 3e Centre                                                     | 22e                                                           | 22                                                            | 42                                                            | 6                                                             | 10                                                            | 26                                                            | 33                                                            | 65                                                            | -32                                                           | —                                                             |
| 1991      | 4e Zone 4                                                     | 11e                                                           | 45                                                            | 42                                                            | 19                                                            | 7                                                             | 16                                                            | 62                                                            | 50                                                            | +12                                                           | 32es de finale                                                |

#### Période russe
| Saison    | Championnat | Championnat | Championnat | Championnat | Championnat | Championnat | Championnat | Championnat | Championnat | Championnat | Coupe de Russie     |
| Saison    | Division    | Pos         | Pts         | J           | V           | N           | D           | BP          | BC          | Diff        | Coupe de Russie     |
| --------- | ----------- | ----------- | ----------- | ----------- | ----------- | ----------- | ----------- | ----------- | ----------- | ----------- | ------------------- |
| 1992      | 3e Zone 2   | 9e          | 49          | 42          | 22          | 5           | 15          | 84          | 47          | +37         | —                   |
| 1993      | 3e Zone 1   | 7e          | 29          | 26          | 13          | 3           | 10          | 32          | 25          | +7          | Seizièmes de finale |
| 1994      | 4e Zone 2   | 1er         | 46          | 32          | 21          | 4           | 7           | 61          | 20          | +41         | 128es de finale     |
| 1995      | 3e Centre   | 7e          | 64          | 40          | 19          | 7           | 14          | 48          | 41          | +7          | 128es de finale     |
| 1996      | 3e Ouest    | 10e         | 52          | 38          | 15          | 7           | 16          | 50          | 62          | -12         | 128es de finale     |
| 1997      | 3e Ouest    | 4e          | 69          | 38          | 20          | 9           | 9           | 63          | 33          | +30         | 256es de finale     |
| 1998      | 3e Ouest    | 1er         | 101         | 40          | 32          | 5           | 3           | 114         | 22          | +92         | 128es de finale     |
| 1999      | 2e          | 17e         | 50          | 42          | 14          | 8           | 20          | 41          | 49          | -8          | 64es de finale      |
| 2000      | 2e          | 13e         | 51          | 38          | 13          | 12          | 13          | 46          | 39          | +7          | 32es de finale      |
| 2001      | 2e          | 6e          | 50          | 34          | 14          | 8           | 12          | 40          | 40          | 0           | 32es de finale      |
| 2002      | 2e          | 15e         | 36          | 34          | 10          | 6           | 18          | 34          | 51          | -17         | 32es de finale      |
| 2003      | 2e          | 21e         | 29          | 42          | 6           | 11          | 25          | 28          | 60          | -32         | 32es de finale      |
| 2004      | 3e Sud      | 2e          | 76          | 32          | 24          | 4           | 4           | 77          | 22          | +55         | Seizièmes de finale |
| 2005      | 2e          | 14e         | 51          | 42          | 14          | 9           | 19          | 50          | 56          | -6          | 128es de finale     |
| 2006      | 2e          | 11e         | 60          | 42          | 17          | 9           | 16          | 45          | 47          | -2          | Seizièmes de finale |
| 2007      | 4e Sud      | 5e          | 35          | 20          | 11          | 2           | 7           | 35          | 23          | +12         | 32es de finale      |
| 2008      | 3e Sud      | 1er         | 83          | 34          | 26          | 5           | 3           | 72          | 17          | +55         | —                   |
| 2009      | 2e          | 12e         | 51          | 38          | 12          | 15          | 11          | 40          | 41          | -1          | 32es de finale      |
| 2010      | 2e          | 9e          | 57          | 38          | 16          | 9           | 13          | 45          | 48          | -3          | Huitièmes de finale |
| 2011-2012 | 2e          | 14e         | 59          | 48          | 15          | 14          | 19          | 44          | 57          | -13         | Huitièmes de finale |
| 2011-2012 | 2e          | 14e         | 59          | 48          | 15          | 14          | 19          | 44          | 57          | -13         | Huitièmes de finale |
| 2012-2013 | 2e          | 17e         | 26          | 32          | 5           | 11          | 16          | 23          | 39          | -16         | 32es de finale      |
| 2013-2014 | 3e Sud      | 1er         | 90          | 34          | 28          | 6           | 0           | 73          | 15          | +58         | 64es de finale      |
| 2014-2015 | 2e          | 7e          | 52          | 34          | 13          | 13          | 8           | 48          | 39          | +9          | Seizièmes de finale |
| 2015-2016 | 2e          | 4e          | 63          | 38          | 17          | 12          | 9           | 57          | 37          | +20         | 32es de finale      |
| 2016-2017 | 2e          | 12e         | 45          | 38          | 12          | 9           | 17          | 39          | 49          | -10         | Seizièmes de finale |
| 2017-2018 | 2e          | 10e         | 45          | 38          | 12          | 9           | 17          | 40          | 46          | -6          | Seizièmes de finale |
| 2018-2019 | 3e Sud      | 3e          | 59          | 28          | 18          | 5           | 5           | 48          | 22          | +26         | Seizièmes de finale |
| 2019-2020 | 3e Sud      | 1er         | 50          | 19          | 16          | 2           | 1           | 45          | 7           | +38         | 64es de finale      |
| 2020-2021 | 2e          | 13e         | 54          | 42          | 14          | 12          | 16          | 47          | 45          | +2          | 64es de finale      |
| 2021-2022 | 2e          | 16e         | 39          | 38          | 10          | 9           | 19          | 30          | 43          | -13         | 64es de finale      |
| 2022-2023 | 2e          | 12e         | 44          | 34          | 11          | 11          | 12          | 37          | 41          | -4          | Seizièmes de finale |

## Personnalités

### Entraîneurs
La liste suivante présente les différents entraîneurs du club depuis 1951.
- Viktor Orlov (1951)
- Alekseï Lobikov (1957)
- Nikolaï Ievseïev (1958)
- Alekseï Braguine (1960)
- Vladimir Kozyrski (1961-1962)
- Alekseï Lapchine (1963)
- Iouri Beloussov (1964-1971)
- Iouri Sontsev (janvier 1973-août 1973)
- Ivan Larine (septembre 1973-décembre 1974)
- Fiodor Novikov (janvier 1975-juillet 1976)
- Leonid Chliak (1977-1978)
- Iouri Beloussov (1979-1982)
- Viktor Choustikov (1983)
- Vladimir Ierofeïev (janvier 1984-avril 1985)
- Vassili Vassiliev (mai 1985-juillet 1985)
- Aleksandr Bibitchev (août 1985-décembre 1986)
- Aleksandr Danilov (1987)
- Vladimir Ierofeïev (janvier 1988-août 1990)
- Vladimir Ioulyguine (août 1990-décembre 1992)
- Vladimir Ierofeïev (1993-1996)
- Enver Ioulgouchov (janvier 1997-novembre 1999)
- Korneï Chperling (novembre 1999-mai 2002)
- Valeri Ovtchinnikov (mai 2002-avril 2003)
- Aleksandr Averianov (mai 2003-octobre 2003)
- Aleksandr Krotov (octobre 2003-décembre 2003)
- Khazret Dychekov (décembre 2003-décembre 2006)
- Sergueï Savtchenko (janvier 2007-juin 2007)
- Oleg Belov (juin 2007-décembre 2007)
- Aleksandr Skrynnikov (janvier 2008-janvier 2009)
- Aleksandr Ignatenko (janvier 2009-décembre 2009)
- Sergueï Boulatov (décembre 2009-mai 2010)
- Lev Ivanov (mai 2010-mai 2011)
- Aleksandr Krotov (mai 2011-septembre 2011)
- Khazret Dychekov (septembre 2011-décembre 2012)
- Iouri Gazzaïev (décembre 2012-janvier 2018)
- Andranik Babayan (janvier 2018-juin 2018)
- Vitali Panov (juin 2018-octobre 2021)
- Andranik Babayan (octobre 2021-juin 2023)
- Anver Koneïev (juin 2023-août 2023)
- Sergueï Pavlov (depuis août 2023)

### Joueurs emblématiques
Les joueurs internationaux suivants ont joué pour le club. Ceux ayant évolué en équipe nationale lors de leur passage au Volgar sont marqués en gras.
URSS/Russie
- Rinat Dasaev
- Dmitri Kuznetsov
- Vassili Joupikov (en)
- Viktor Boulatov
- Rouslan Kambolov
- Vladimir Lebed (en)
- Ramiz Mamedov
- Guennadi Nijegorodov
- Vladislav Ternavski
- Anton Zabolotny

Pays de l'ex-URSS
- Garnik Avalyan (en)
- Manuk Kakosyan (en)
- Tigran Petrosyan (en)
- Gurban Gurbanov
- Boris Gorodoï (en)
- Vassili Khomutovski
- Vitali Abramov (en)
- Konstantin Ledovskikh (en)
- Almir Mukhutdinov (en)
- Roman Uzdenov
- Aleksandrs Isakovs
- Valērijs Ivanovs
- Ivans Lukjanovs
- Igors Sļesarčuks (en)
- Artūras Fomenka (en)
- Tadas Gražiūnas (en)
- Nerijus Radžius (en)
- Ilie Cebanu
- Alexandr Covalenco (en)
- Stanislav Namașco
- Farkhod Vosiev (en)
- Oleksandr Svystunov (en)
- Sergueï Andreïev (en)
- Gennadiy Sharipov (en)

Europe
- Dželaludin Muharemović (en)
- Luboš Kalouda
- Marek Hollý (en)
- Andrej Pečnik (en)